# 陶士偰
陶士偰（？—？），湖南宁乡县人，清朝政治人物。
雍正元年（1723年）癸卯恩科进士。雍正六年（1728年）六月由镇洋县知县暂署宝山县知县一职，七月由魏苍佩接任。乾隆十三年（1748年）任苏松太道。著有《运甓轩文集》8卷。